# Domenico Troili

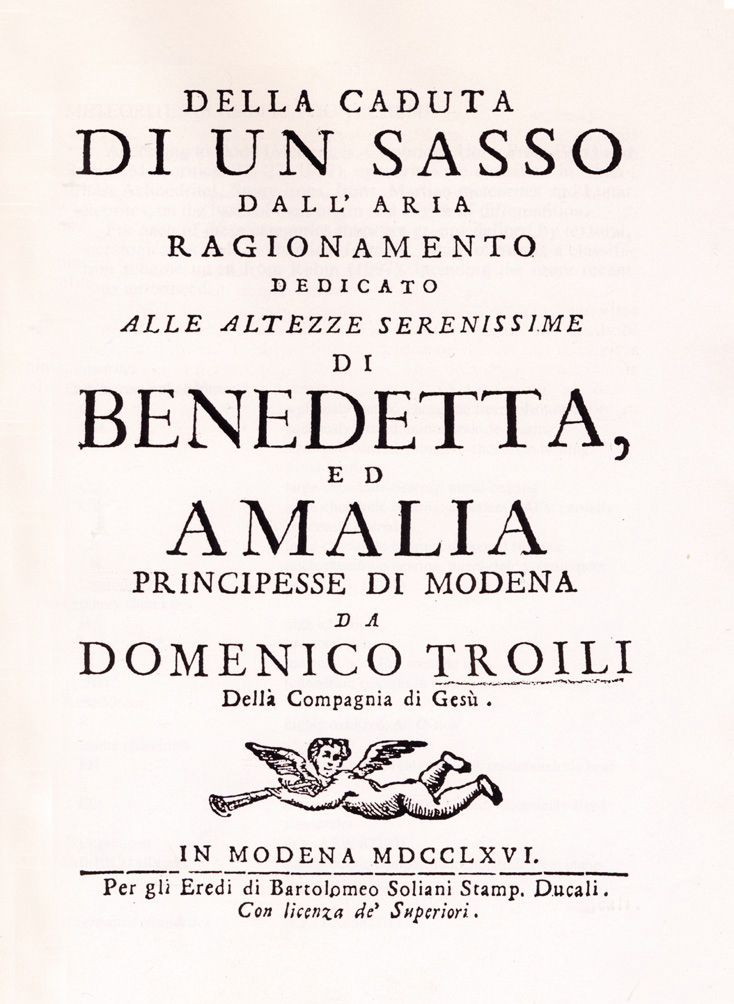
Il frontespizio del trattato di Domenico Troili conservato presso la Biblioteca Estense di Modena

Domenico Troili (Macerata, 11 aprile 1722 – Macerata, 14 febbraio 1793) è stato un abate e naturalista italiano.

## Biografia
Domenico Troili è stato un abate dell'ordine dei gesuiti che ha ricoperto l'incarico di custode della biblioteca della famiglia regnante d'Este a Modena ed è riconosciuto come la prima persona che ha documentato la caduta di un meteorite, nel 1766.

## La meteorite di Albareto
Domenico Troili è autore del trattato dal titolo "Della caduta di un sasso dall'aria" nel quale descrive la caduta di un meteorite avvenuta ad Albareto nel 1766. Questo trattato, oggi conservato presso la Biblioteca Estense di Modena, è dedicato alle Principesse Benedetta ed Amalia, figlie del Duca Rinaldo I e sorelle del Duca Francesco III ed è considerato la più antica cronaca dell'impatto di una meteorite.
Oltre a descrivere il fenomeno Troili esaminò accuratamente il meteorite, oggi conservato presso il museo del Dipartimento di Scienze della Terra di Modena Gemma 1786, notando grani di un minerale simile all'ottone che chiamò "marchesita" e che a lungo si pensò essere Pirite (FeS2). Nel 1862 il mineralogista tedesco Gustav Rose analizzò la composizione di questo minerale e ne determinò una formula chimica diversa: FeS. Rose chiamò questo nuovo minerale troilite in onore di Domenico Troili.

## Opere
- Dell'oriuolo oltramontano, Modena, eredi Bartolomeo Soliani (2.), 1757.
- Della caduta di un sasso dall'aria, Modena, eredi Bartolomeo Soliani (2.), 1766.